# レリック -遺物-
『レリック -遺物-』（レリック いぶつ、Relic）は2020年のアメリカ合衆国・オーストラリアのホラー映画。ナタリー・エリカ・ジェームズ監督の長編映画デビュー作で、出演はエミリー・モーティマーとベラ・ヒースコートなど。認知症の祖母を心配する母娘が、別人のように変わっていく祖母の奇妙な言動に恐怖を抱いていくさまを描いている。

## ストーリー
一族の女家長、エドナが失踪したとの一報を受けて、娘のケイと孫娘のサムは田舎町にあるエドナの自宅を訪れた。エドナはすぐに見つかったが、彼女は異様な雰囲気を漂わせていた。実は、エドナは邪悪な何かに憑依されていたのである。

## キャスト
- ケイ: エミリー・モーティマー
- エドナ: ロビン・ネヴィン（英語版）
- サム: ベラ・ヒースコート
- ジェイミー: クリス・バントン
- アレックス: ジェレミー・スタンフォード（英語版）
- マイク・アドラー: スティーヴ・ロジャース

## 製作
2018年10月2日、エミリー・モーティマー、ロビン・ネヴィン、ベラ・ヒースコートの起用が発表された。2019年6月18日、ブライアン・レイツェルが本作で使用される楽曲を手掛けるとの報道があった。

## マーケティング・興行収入
2020年1月25日、本作はサンダンス映画祭でプレミア上映された。同年3月には、サウス・バイ・サウスウェストでの上映が予定されていたが、新型コロナウイルスの流行が拡大したことを受けて、映画祭自体が延期となった。同月10日、IFCミッドナイトが本作の全米配給権を獲得したと報じられた。5月21日、本作のティーザー・トレイラーが公開された。6月13日、本作のオフィシャル・トレイラーが公開された。7月3日、本作は全米69館で公開され、公開初週末に19万2352ドルを稼ぎ出し、週末興行収入ランキング初登場2位となった。なお、本作は公開3週目にして週末興行収入ランキング1位となった。

## 評価
本作は批評家から絶賛されている。映画批評集積サイトのRotten Tomatoesには157件のレビューがあり、批評家支持率は92%、平均点は10点満点で7.65点となっている。サイト側による批評家の見解の要約は「『レリック -遺物-』には身も凍るような恐怖感があり、徐々に緊張感を増していく。そこには匠の技を感じ取れる。ナタリー・エリカ・ジェームズ監督にとって、同作は華々しいデビュー作となった。」となっている。また、Metacriticには34件のレビューがあり、加重平均値は76/100となっている。